# 法拉第效应

由於法拉第效應而出現的偏振旋轉

在物理學，法拉第效应（又叫法拉第旋转）是一种磁光效应（magneto-optic effect），是在介質內光波與磁場的一種相互作用。法拉第效應會造成偏振平面的旋轉，這旋轉與磁場朝著光波傳播方向的分量呈線性正比關係。
於1845年，麥可·法拉第发现了法拉第效應。這是最先揭示光波和電磁現象之間關係的實驗證據。由於法拉第效應顯示出，在穿過介質時，偏振光波會因為外磁場的作用，轉變偏振的方向，因此，馬克士威認為磁場是一種旋轉現象。這效應給予馬克士威重要的啟發。在於1861年發表的巨作《論物理力線》第四部份，為了突顯出自己設計的「分子渦流模型」的威力，他應用這模型來推導出法拉第效應。在1870年代，詹姆斯·馬克士威進一步發展出電磁輻射（包括可見光）的基礎理論。大多數對於光波呈透明狀況的介質（包括液體），當感受到磁場作用時，會出現這種效應。
法拉第效應會使得左旋圓偏振光波與右旋圓偏振光波各自以不同的速度傳播於某些介質，這性質稱為圓雙折射。由於線性偏振可以分解為兩個圓偏振部份的疊加，而這兩個圓偏振部份之間的振幅相同、螺旋性（helicity）不同、相位不同，法拉第效應所感應出的相對的相移，會造成線性偏振取向的旋轉。
法拉第效應可以應用於測量儀器。例如，法拉第效應被用於測量旋光度、或光波的振幅調變、或磁場的遙感。在自旋電子學裏，法拉第效應被用於研究半導體內部的電子自旋的極化。法拉第旋轉器 可以用於光波的調幅，是光隔離器與光循環器的基礎組件，在光通訊與其它激光領域必備組件。

## 數學表述
對於透明物質，偏振的旋轉角弧與磁場的關係為
{\displaystyle \beta ={\mathcal {V}}Bd} ；
其中，{\displaystyle \beta } 是旋轉角弧，{\displaystyle B} 是磁場朝著光波傳播方向的分量，{\displaystyle d} 是光波與磁場交互作用的長度，{\displaystyle {\mathcal {V}}} 為物質的韋爾代常數，與材料本質、波長和溫度有關。
假設韋爾代常數是正值，則當光波傳播方向與磁場方向相同時，朝著傳播方向望去，偏振會以順時針方向旋轉，即右旋螺絲釘前進的方向，螺旋性為正值；當光波傳播方向與磁場方向相反時，朝著傳播方向望去，偏振會以反時針方向旋轉，即左旋螺絲釘前進的方向，螺旋性為負值。假設，當光波穿過介質後，再反射回來穿過介質，則旋轉角弧會加倍。
有些材料，像鋱鎵石榴石，具有極高的韋爾代常數（大約為 −40 rad T–1 m–1）。假設將強烈磁場施加於這材料，則可達到超過0.78 rad （45°） 的法拉第旋轉角弧。因此，這材料可以用來製造法拉第旋轉器──法拉第隔離器的一個主要組件。法拉第隔離器（Faraday isolator）是一種只能單向傳播光波的器件。

## 星際物質造成的法拉第旋轉
在光波從光源頭傳播到地球的路途中，會經過星際物質區域。在這區域裏，自由電子是法拉第效應出現的因素。其特性是兩種不同的圓偏振傳播模態的折射率不相等。因此，與在固體或液體發生的法拉第效應相比較，星際法拉第旋轉與光波的波長 {\displaystyle \lambda } 有一種很簡單的關係：
{\displaystyle \beta =\mathrm {R} \lambda ^{2}} ；
其中，{\displaystyle \mathrm {R} } 是「旋轉測度」。
採用厘米-克-秒制，旋轉測度以方程式表示為
{\displaystyle \mathrm {R} ={\frac {e^{3}}{2\pi m^{2}c^{4}}}\int _{0}^{d}n_{e}(s)B_{||}(s)\;\mathrm {d} s} ；
其中，{\displaystyle e} 是單位電荷，{\displaystyle m} 是電子質量，{\displaystyle c} 是光速，{\displaystyle n_{e}} 是電子數量密度，{\displaystyle B_{||}(s)} 是星際磁場朝著光波傳播方向的分量。
採用國際單位制，{\displaystyle \mathrm {R} } 表示為
{\displaystyle \mathrm {R} ={\frac {e^{3}}{8\pi ^{2}\epsilon _{0}m^{2}c^{3}}}\int _{0}^{d}n_{e}(s)B_{||}(s)\;\mathrm {d} s=2.62\times 10^{-13}\int _{0}^{d}n_{e}(s)B_{||}(s)\;\mathrm {d} s} 。
其中，{\displaystyle \epsilon _{0}} 是電常數。
上述積分是取於從光源頭到觀測者的路徑。
在天文學裏，法拉第效應是一種很重要的磁場測量工具。給予電子數量密度數據，就可計算出旋轉測度，估算出磁場的大小。對於射電脈衝星案例，電子分佈所造成的色散，會使得不同波長的脈衝抵達測量儀器的時間不同，這與電子密度有關。這現象可以用儀器測量出來，得到的測量值稱為色散測度（dispersion measure）。知道旋轉測度和色散測度，就可以計算出沿著光波傳播方向的磁場分量的加權平均數。對於其它種類的星體，假若，根據合理地猜測傳播路徑長度和典型電子密度，就能夠估計出色散測度，那麼，也可以得到同樣的資料。舉一個特例，從河外射電源發射的無線電信號，因為穿過日冕而產生的法拉第效應，其天文測值可以用來估算日冕內部的電子密度分佈、磁場方向與數值大小。

## 地球電離層造成的法拉第旋轉
穿過地球電離層的無線電波也會出現法拉第效應。電離層是由等離子體組成，其內含的自由電子會按照前述方程式貢獻出法拉第旋轉，而比較重質量的正離子所給出的影響相當微小。由於整個太陽週期，甚至於每一天，電離層電子密度的變化都很大，效應的數值大小也會有所變化。但如同前段方程式展示，效應永遠與波長平方成正比。對於特高頻電視頻率500 MHz，波長大約為60公分，穿過地球電離層估計會出現多過1個全旋轉。雖然大多數的無線電天線傳送的是垂直或水平偏振，由於法拉第效應，傳送的無線電波，在經過電離層反射後，抵達接收器時的偏振，很難被估計出來。可是，因自由電子產生的法拉第效應，在較高頻率（較短波長）會快速地減小，所以，在通訊衛星所使用的微波頻率，衛星與地面之間傳送信號的偏振能夠維持在容許誤差範圍內。

## 參閱
- 法拉第电磁感应定律
- 旋光
- 磁光克爾效應(Magneto-optic Kerr effect)
- 克爾效應(Kerr effect)
- 逆法拉第效應(inverse Faraday effect)
- 偏振光譜學（英语：Polarization spectroscopy）()

## 外部連結
- （英文）Faraday Effect Rotation for Water and Flint Glass (write-up of an experimental study of the Faraday effect)
- 法拉第效应 （页面存档备份，存于）
- （英文）Optical Circulator （页面存档备份，存于）